# Лукреция
Вижте пояснителната страница за други значения на Лукреция.
Лукреция (на латински: Lucretia, ок. 500 г. пр.н.е.) е легендарна личност в римската история – римска патрицианка, дъщеря на консула Спурий Лукреций Триципитин и съпруга на патриция Луций Тарквиний Колатин, която се прославила с красотата и добродетелта си.
Според легендата, разказана от двама римски историци – Тит Ливий и Дионисий Халикарнаски, Лукреция била изнасилена от Секст Тарквиний – сина на римския цар Тарквиний Горди, след което се самоубила. Това станало повод за бунта на римляните срещу тираничната монархия и замяната ѝ с аристократична република. Мотивът за изнасилването на Лукреция по-късно се превръща в един от централините мотиви в изобразителното изкуство и литературата в Европа.